# 음력 2월 3일
음력 2월 3일은 음력 2월의 3번째 날이다.

## 사건
- 1876년 - 강화도 조약 체결.

## 탄생
- 1950년 - 대한민국의 가수 조용필.

## 사망
- 451년 - 가락국의 제7대 국왕 취희왕.
- 479년 - 신라(新羅) 20대 왕 자비 마립간(慈悲麻立干).
- 1009년 - 고려 제7대 국왕 목종.

## 같이 보기
- 음력 360일: 1월 2월 3월 4월 5월 6월 7월 8월 9월 10월 11월 12월
- 전날:2월 2일 다음날:2월 4일 - 전달:1월 3일 다음달:3월 3일
- 양력:2월 3일
- 음력, 윤달